# Престрелка при връх Сарабурун
Престрелката при връх Сарабурун е най-тежкото крайгранично стълкновение с българска диверсантска група в историята на Гранични войски. Правителствените сили участвали в операцията са от поделенията на 3 застави на гранични войски развърнати срещу въоръжена група от 3-ма противници на режима – диверсанти. Престрелката става на 31 март 1952 г. около Сарабурун, според официалните данни убити са 2 диверсанти и един ранен е заловен, правителствените сили губят 3 убити, данните за ранените сред тях не са публикувани.

## Предистория
През първата половина на месец март 1952 г. група от четирима диверсанти преминава границата от гръцка на българска територия близо до гранична пирамида 371, намираща се на 5 км източно от с. Вълче поле.
След като преминава през граничната бразда, групата се спуска по т.нар. „бандитска пътека“, която заобикаля връх Сарабурун от югозапад, преминава през връх Малкия Голак по посока на връх Шейновец (Курткале) и вътрешността на страната.
Маршрутът им от границата до западното подножие на Сарабурун преминава през левия фланг на участъка на гранична застава „Круша“ и е в близост до десния фланг на участъка на застава „Орел“. Застава „Круша“ се намира на 3 км югоизточно от с. Вълче поле, а застава „Орел“ – високо в планината (Североизточни Родопи / ридът Гората) на 3 км източно от Шейновец.
В близост до Сарабурун се намира кошарата на овчаря Атанас Горастев. Диверсантите се опитват да го вербуват за тяхната кауза, като му поставят различни задачи, с уговорката, че на връщане ще проверят как ги е изпълнил. След това те продължават към Шейновец и вътрешността на страната. Овчарят информира граничарите от застава „Круша“ за диверсантите, но вече е късно – минали са 2 часа, диверсантите са далече и няма възможност за адекватна реакция.
Тъй като се предполага, че и на връщане диверсантите ще използват същия маршрут, командването на Гранични войски взима решение да се направи засада на пътеката, по която се движат диверсантите. В подкрепление на граничарите от застава „Круша“ са докарани граничари от съседните застави. Местността остава блокирана двадесет денонощия. Чака се преминаването на диверсантите. В състава на засадата са и граничарите: младши сержант Асен Илиев, ефрейтор Георги Стоименов и редник Стоил Косовски. Асен Илиев служи на застава „Орел“, Стоил Косовски на „Круша“, а Георги Стоименов – през една застава на юг от „Круша“.

## Престрелката
В 6 ч. сутринта на 31 март 1952 г. около Сарабурун има гъста мъгла. На връщане диверсантите са трима. Попадат на засадата. Заповядано им е да се предадат. Те не се подчиняват и започва престрелка между тях и граничарите. Диверсантите се пръскат моментално и всеки сам започва да търси начин да се измъкне от засадата. Стреля се напосоки, защото мъглата е много гъста. Постепенно част от боя се пренася и по склоновете на Сарабурун.
Пръв пада убит Стоил Косовски, докато хвърля граната по диверсантите.
Георги Стоименов е тежко ранен. След края на боя на път за болницата Стоименов умира.
Асен Илиев се отделя от останалите незабелязано и тръгва да пресече пътя на диверсантите на граничната бразда близо до пирамида 371, където излиза „бандитската пътека“. Никой не забелязва кога Асен се отделя от другите. След края на боя го намират убит до Кралимарков камък, намиращ се на 200 м северозападно от гранична пирамида 372. Близо до него е открит убит и единият от диверсантите.

## Последици
Двама от диверсантската група са убити в престрелката, а един е ранен и заловен жив.
В престрелката при връх Сарабурун загиват младши сержант Асен Илиев, ефрейтор Георги Стоименов и редник Стоил Косовски. И на тримата посмъртно е присвоено званието младши лейтенант и са удостоени с правителствени награди. Заставите на които служат тримата граничари, започват да носят техните имена. Във всяка една от тези три застави има паметници и паметни плочи на загиналите граничари. Тези паметници се съхраняват в музея на граничарите, намиращ се Гранично полицейски участък – Ивайловград (бившият граничен отряд).
На малка поляна западно от Сарабурун е построен паметник на тримата загинали граничари.
През 1982 г. в центъра на село Вълче поле също е открит паметник на тримата загинали граничари, който представлява обелиск с триъгълна форма, в горната част на всяка от страните на който се виждат лицата на тримата граничари и техните имена. Всяко едно от трите лица гледа приблизително в посока на своята застава.
Всяка година на 31 март граничари от различни поколения се събират, за да почетат паметта на загиналите.